# Île Mill
Pour les articles homonymes, voir Mill.
L'île Mill est île de l’Antarctique située à 40 kilomètres au nord des collines Bunger (qui se trouvent sur le continent Antarctique). Couverte de glace, elle est longue d'environ quarante kilomètres et large de 25. Elle a été découverte en février 1936 par l'équipage du William Scoresby, et nommée ainsi en l'honneur de Hugh Robert Mill.